# Alan Hansen
Alan David Hansen (1955. június 13. –) skót válogatott labdarúgó. 

## Pályafutása

### Klubcsapatban
1973 és 1977 között a Partick Thistle csapatában játszott, melynek tagjaként 1976-ban másodosztályú bajnoki címet szerzett. 1977-től 1991-ig a Liverpool játékosa volt, melynek színeiben több mint 400 mérkőzésen lépett pályára. A Liverpool játékosaként nyolc bajnoki cím mellett, a bajnokcsapatok Európa-kupáját három, az FA-kupát két a ligakupát négy, a szuperkupát hat alkalommal nyerte meg.  

### A válogatottban
1979 és 1987 között 26 alkalommal szerepelt a skót válogatottban. 1979. május 19-én egy Wales elleni mérkőzésen mutatkozott be. Részt vett az 1982-es világbajnokságon, ahol az Új-Zéland, a Brazília és a Szovjetunió elleni csoportmérkőzésen kezdőként lépett pályára.

## Sikerei, díjai
Patrick Thystle
- Skót másodosztályú bajnok (1): 1975–76

Liverpool FC
- Angol bajnok (8): 1978–79, 1979–80, 1981–82, 1982–83, 1983–84, 1985–86, 1987–88, 1989–90
- Angol kupagyőztes (2): 1985–86, 1988–89
- Angol ligakupa-győztes (4): 1980–81, 1981–82, 1982–83, 1983–84
- Angol szuperkupagyőztes (6): 1977 (megosztva), 1979, 1980, 1982, 1986 (megosztva), 1989
- BEK-győztes (3): 1977–78, 1980–81, 1983–84
- UEFA-szuperkupa győztes (1): 1977

Egyéni
- World Soccer magazin: A 100 legnagyszerűbb játékos a 20. században tagja